# Liste der Kulturdenkmäler in Eppstein (Frankenthal)
In der Liste der Kulturdenkmäler in Eppstein sind alle Kulturdenkmäler des Stadtteils Eppstein der rheinland-pfälzischen Stadt Frankenthal aufgeführt. Grundlage ist die Denkmalliste des Landes Rheinland-Pfalz (Stand: 15. August 2023).

## Einzeldenkmäler
| Bezeichnung                          | Lage                                                                | Baujahr                                   | Beschreibung | Bild                           |
| ------------------------------------ | ------------------------------------------------------------------- | ----------------------------------------- | --- | ------------------------------ |
| Hofanlage                            | Dürkheimer Straße 22 Lage                                           | frühes 18. Jahrhundert                    | Dreiseithof; Wohnhaus mit Krüppelwalm, frühes 18. Jahrhundert, Überformung 1890, Mannpforte bezeichnet 1729 | Fotos hochladen                |
| Katholische Pfarrkirche St. Cyriakus | Dürkheimer Straße 29 Lage                                           | ab 1509                                   | barocker Saalbau, 1764/65, spätgotischer Westturm, bezeichnet 1509 und 1511, achteckiger Aufsatz 1953, Erweiterungsbau vom Anfang des 20. Jahrhunderts; mit Ausstattung; im Kirchgarten Priestergrabstein, 19. Jahrhundert | weitere Bilder Fotos hochladen |
| Protestantische Pfarrkirche          | Dürkheimer Straße 30 Lage                                           | 1905                                      | gotisierender Saalbau, 1905, Architekt Grieshaber, Ludwigshafen; mit Ausstattung | weitere Bilder Fotos hochladen |
| Katholisches Pfarrhaus               | Dürkheimer Straße 40 Lage                                           | um 1765                                   | ehemaliges katholisches Pfarrhaus; mächtiger Walmdachbau, um 1765 | Fotos hochladen                |
| Wegekreuz                            | Dürkheimer Straße, Ecke Römerstraße Lage                            | 1718                                      | Steinkreuz; umfriedetes Kreuz mit Korpus, Sockel bezeichnet 1718, Kreuz 1927 erneuert | Fotos hochladen                |
| ehemalige Kirche                     | Hintergasse 22 Lage                                                 | 1787                                      | ehemalige Kirche; hausartiger Saalbau, bezeichnet 1787 | Fotos hochladen                |
| Kenotaph und Kriegerdenkmal          | Johann-Strauß-Straße, Ecke Kirchgrabenstraße, auf dem Friedhof Lage | zweite Hälfte des 19. und 20. Jahrhundert | reliefierter Kenotaph für Peter Mickert, gefallen 1866; Kriegerdenkmal 1914/18, 1920er Jahre von E. Glückstein, Frankenthal                                                                                                | Fotos hochladen                |